# منتدى الدوحة
منتدى الدوحة (الإنجليزية: Doha Forum -DF) هو منتدى يعقد سنويا منذ عام 2001 في الدوحة عاصمة قطر يهدف إلى تعزيز الحوار، والجمع بين القادة في صنع السياسات لمناقشة التحديات الحرجة التي تواجه العالم، وبناء شبكات مبتكرة وقائمة على العمل، وعقد منتدى عام 2022م في يومي 26 و27 من شهر مارس.
يعقد منتدى الدوحة تحت رعاية دولة قطر تحت شعار «دبلوماسية، حوار، تنوع»، ومنذ التأسيس شهد تواجد العديد من الأفراد من جميع أنحاء العالم. شهد منتدى 2003 الافتتاحي أكثر من 140 مشاركًا بما في ذلك السفراء وأعضاء الكونجرس وكبار الشخصيات الأخرى.

## منتدى الدوحة 2022م
عقد منتدى الدوحة للعام 2022م بين 26 و27 من شهر مارس في فندق شيراتون غراند، الدوحة ن قطر تحت الشعار: «التحول إلى عصر جديد» والذي ركز على التحالفات الجيوسياسية والعلاقات الدولية والنظام المالي والتنمية الاقتصادية والدفاع والأمن السيبراني والأمن الغذائي وتغير المناخ والاستدامة. كان في الحضور عدد من القادة منهم:
1. الشيخ تميم بن حمد آل ثاني (أمير دولة قطر)
2. الشيخ فيصل بن فرحان آل سعود (وزير الخارجية السعودي)
3. جون كيري (المبعوث الرئاسي الخاص للولايات المتحدة للمناخ ووزير الخارجية السابق)
4. جوزيب بوريل (الممثل الأعلى للاتحاد الأوروبي للشؤون الخارجية والسياسة الأمنية)
5. أمينة دزاباروفا (النائبة الأولى لوزير الخارجية، أوكرانيا)

## منتديات سابقة

### منتدى الدوحة 2003م
انعقد منتدى 2003 في الفترة ما بين 14 و15 أبريل 2003 في فندق الريتز كارلتون، الدوحة. وقد حضره أكثر من 140 مشاركًا من جميع أنحاء العالم وتمحور حول قضايا متعلقة بالديمقراطية والتجارة الحرة كنقطة انطلاق عامة نشأت منها عدة موضوعات وثيقة الصلة. ومن المشاركين:
1. د. جياندومينيكو بيكو (الممثل الشخصي للأمين العام لسنة الأمم المتحدة للحوار بين الحضارات)
2. فريدريك سيكر (المنتدى الاقتصادي العالمي)
3. باتريك ثيروس (سفير الولايات المتحدة السابق في قطر)
4. د. أحمد حسن (مدير عام مركز الدراسات الاستراتيجية، دلهي)

### منتدى الدوحة 2004م
انعقد هذا المنتدى بين 5 و6 من أبريل 2004م في الدوحة حيث قام بتدشينه الشيخ حمد بن خليفة آل ثاني، أمير دولة قطر في حضور مشاركين يبلغ عددهم 500 من مختلف أنحاء العالم بالإضافة إلى ممثلي بعض المنظمات والهيئات الدولية والإقليمية. وقد تم الانتهاء من أعمال المؤتمر خلال (10) جلسات. وكانت الموضوعات المتناولة تتمحور حول التعليم ودوره في تطوير دمقراطيا، الثقافة والاقتصاد. من المشاركين:
1. آدم صلاح حمودة الزعبي (مهرجان رام الله السينمائي الدولي)
2. بيتر دانهيسر (بريطانيا)
3. نياز احمد نايك (وزير الخارجية السابق، باكستان)
4. ناصف حتي (دبلوماسي ورئيس البعثة الدبلوماسية، لبنان)
5. مصطفى نبيل (رئيس تحرير مجلة الهلال، القاهرة مصر)

### منتدى الدوحة 2005م
انعقد في اليوم 29 و30 من مارس 2003 في الدوحة. شارك فيه أكثر من 500 مشاركاً من شتى أنحاء العالم.

### منتدى الدوحة 2006م
كان اهتمام منتدى الدوحة لهذا العام والذي انعقد في 11 - 13 من أبريل/نيسان قد ارتكز على موضوعات متعلقة بالدمقراطية، التقدم والتجارة الحرة. حيث دشنه السيخ حمد بن خليفة آل ثاني في حضور المشاركين الذين يبلغ عددهم 750 مشاركا والذين قدموا من 72 دولة. وكان إقليم كوردستان في العراق ممثلا لأول مرة في منتدى الدوحة.

### منتدى الدوحة 2021
انعقد منتدى الدوحة للعام 2021 تحت شعار «إعادة البناء معًا والأخضر، عشرون مبادرة من أجل انتعاش عالمي عادل وصحي ومستدام» وشارك فيه أكثر من 500 شخص من أنحاء العالم.